# Хоста (пристань)
Хо́ста — пристань на Чёрном море (бухта Хоста) в микрорайоне Хоста, Хостинский район города Сочи, Краснодарский край, Россия.

## История
Пристань «Хоста» — одна из нескольких пунктов внутригородского Морского пассажирского транспорта Сочи, функционировавшего в Сочи в советское время. Сеть местных линий связывала пристань с пристанями в других районах города, в том числе Морскими вокзалами в Сочи и Адлере, Мацесте, Кудепсте, как регулярными, так и прогулочными рейсами. В здании морского вокзала размещался зал ожидания, кассы, радиорубка, служебные помещения. Пирс начинался прямо от зала ожидания. Изготовлен пирс был из железнодорожных рельсов вбитых в пляж с деревянным настилом. Перед зданием вокзала была береговая полоса шириной 20-30 метров. Со временем море подступило вплотную к зданию вокзала. В период зимних штормов волны выбивали окна в здании. Окна здания заложили кирпичной кладкой. Для защиты самого здания были проведены берегоукрепительные работы. Одновременно пирс был удлинён и выполнен из железобетона.
Здание морского вокзала и пирс в Хосте построены в 1930-е.